# Пасечное (Харьковская область)
Пасечное (укр. Пасічне), село,
Шаровский сельский совет,
Валковский район,
Харьковская область.
Код КОАТУУ — 6321288505. Население по переписи 2001 г. составляет 62 (33/29 м/ж) человека.

## Географическое положение
Село Пасечное находится в 5-и км от реки Мокрый Мерчик в начале балки Слепчий Яр.
На расстоянии в 2 км расположены сёла Свинари, Шлях и Буровка, в 2-х км железнодорожная станция Огульцы.
Рядом проходит автомобильная дорога М-03 (E 40).

## История
- 1695 - дата основания как село Прачи (укр. Прачі).
- 1960 – переименование в село Пасечное.

## Экономика
- В селе есть молочно-товарная ферма.

## Объекты социальной сферы
- Школа.
- Клуб.